# Каратюбинское нефтяное месторождение
Каратюбе — нефтяное месторождение в Казахстане. Расположено в Актюбинской области. Открыто в 1966 году. Относится к Восточно-Эмбинской нефтегазоносной области.
Начальные запасы нефти составляет 20 млн тонн. Плотность нефти составляет 0,850 г/см3.
Оператором месторождение является казахская нефтяная компания Каратюбе Интернешнл Ойл Компани.